# 내장

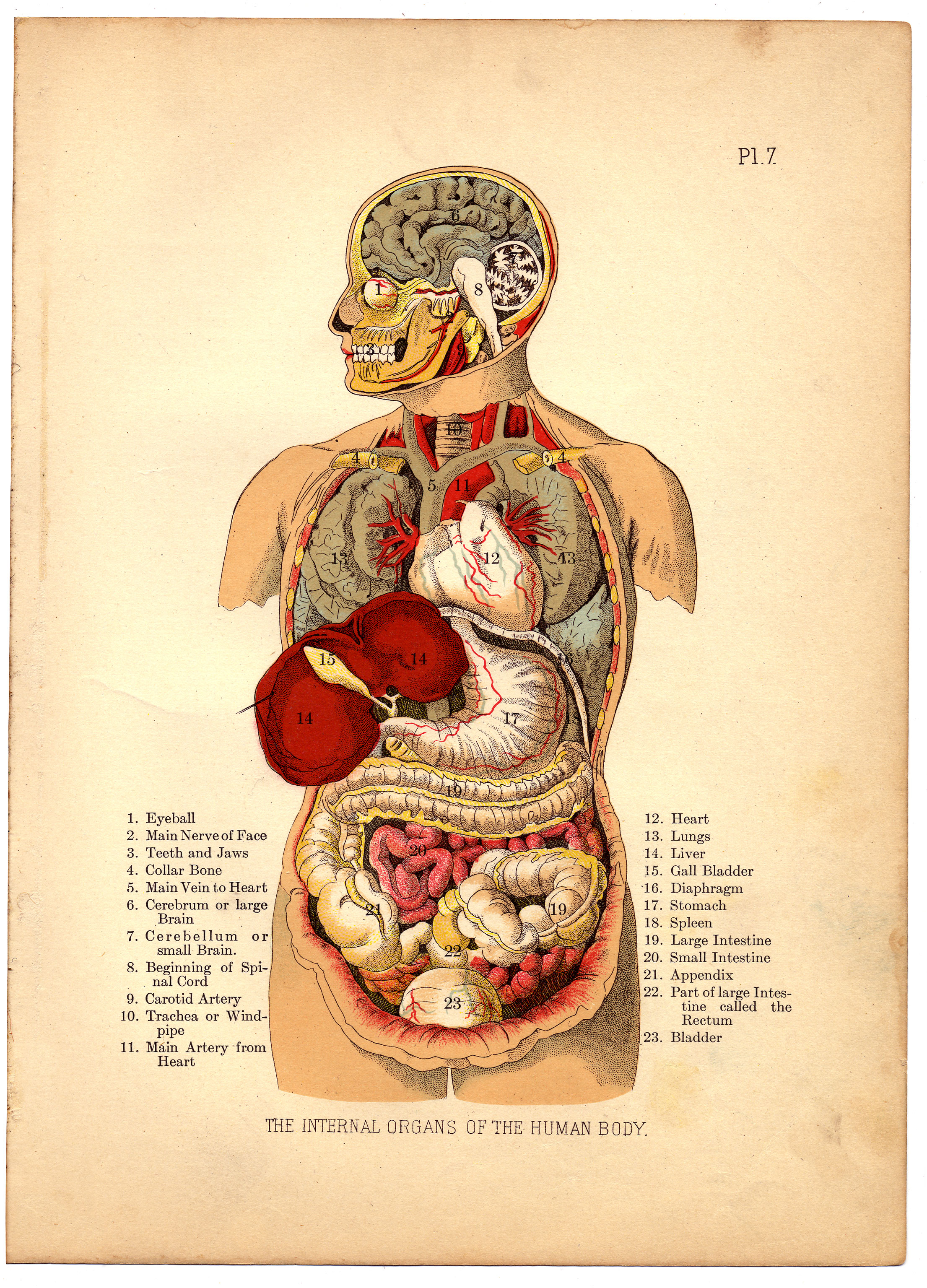
인체의 내장들을 나타낸 그림

내장(內臟, viscera, 단수형: viscus) 또는 장(臟)은 척추동물의 가슴과 배 속에 있는 여러 가지 기관이다. 뇌, 위, 창자, 간, 콩팥, 이자 등이 있다.
한의학에서는 간장, 심장, 비장, 폐장, 신장의 다섯 가지 내장을 오장(五臟)이라 부르기도 한다.

## 같이 보기
- 기관 (해부학)
- 창자
- 위창자길